# 亜ジチオン酸
亜ジチオン酸（あジチオンさん、dithionous acid）は硫黄のオキソ酸のひとつ。化学式は H2S2O4。遊離酸は極めて不安定であり単離できない。塩には安定なものがあり、ナトリウム塩は市販品が入手可能。本物質は次亜硫酸ともよばれる。遊離酸は、二酸化硫黄の希薄溶液に、鉄や亜鉛などの金属をいれ、そこに、ナトリウムアマルガムを入れると得られる。

## 安定性の評価
第一原理計算により亜ジチオン酸の安定性を予想した研究によると、分子式が H2S2O4 である分子のうち、HOS(=O)-S(=O)OH の C2対称構造が分子内水素結合により最も安定と予想された。また、O2SS(OH)2 の構造を最適化するにあたって、SO2分子と S(OH)2 分子へ解離する結果が得られ、亜ジチオン酸が自発的に分解する経路にあたるとされている。

## 塩
ナトリウム塩にあたる亜ジチオン酸ナトリウム（別名: ナトリウムハイドロサルファイト）は、還元剤、漂白剤として利用される無色の粉末である。ニトロ基をアミノ基に還元する有機反応にも用いられる。